# だれもいない町
『だれもいない町』（-まち）は、CLAMP原作のテレビアニメ『ちょびっツ』に関連した絵本とCDのスペシャルセットである。2002年10月23日にビクターエンタテインメントから発売された。

## 概要
- テレビアニメ『ちょびっツ』の中で登場する絵本をモチーフにした企画盤。絵本2冊に、声優による朗読、キャラクターソングを収録したCD1枚がセットになっている。
- 表紙には阿部恒描き下ろしイラストが描かれている。
- 主人公・「ちぃ」役の声優・田中理恵が朗読を担当し、「だれでもない町」は「アタシ」、「アタシだけのヒト ～だれもいない町～」は「アタシ & 黒アタシ」名義でクレジットされている[2]。
- 5曲目の「知らない空」は田中の2枚目のアルバム『24 wishes』にも収録されている。

## 収録曲
| #         | タイトル                                          | 作詞      | 作曲       | 編曲       | 歌                       | 時間  |
| --------- | ------------------------------------------------- | --------- | ---------- | ---------- | ------------------------ | ----- |
| 1.        | 「There's nobody in town」(Instrumental)          |           | 高浪慶太郎 | 高浪慶太郎 |                          | 2:27  |
| 2.        | 「だれもいない町」(絵本朗読)                      |           |            |            |                          | 1:55  |
| 3.        | 「真珠のように」                                  | 覚和歌子  | 丸尾めぐみ | 丸尾めぐみ | 日比谷千歳（井上喜久子） | 4:29  |
| 4.        | 「アタシだけのヒト ～だれもいない町～」(絵本朗読) |           |            |            |                          | 2:47  |
| 5.        | 「知らない空」                                    | 高橋舞    | 高橋舞     | 河野伸     | ちぃ（田中理恵）         | 4:44  |
| 合計時間: | 合計時間:                                         | 合計時間: | 合計時間:  | 合計時間:  | 合計時間:                | 16:22 |